# Interludium
Interludium — девятый студийный альбом немецкой пауэр-метал группы Powerwolf, вышедший 7 апреля 2023 года на лейбле Napalm Records.
В альбом вошли, помимо шести новых песен, 3 раритетных записей группы и французская версия песни «Beast of Gevaudan».

## Оценка
| Оценки критиков | Оценки критиков |
| Источник        | Оценка          |
| --------------- | --------------- |
| Blabbermouth    | 7/10            |
| Metal Injection | 7.5/10          |

Альбом получил положительные отзывы музыкальной критики. David E. Gehlke из Blabbermouth оценил альбом на 7 из 10, похвалил вокал Аттилы Дорна и написал: «Interludium  — качественное, достойное дополнение к растущей дискографии POWERWOLF, но компиляция или нет, она показывает, что пауэр-метал группы больше не рискуют.  И учитывая  продолжающийся рост POWERWOLF в международных металлических рядах,  было бы глупо пытаться что-то изменить». Shaun McKenna из Metal Injection написала об альбоме: «Наполненный привычной смесью заразных хуков и большой энергией оборотня, которые являются воплощением Powerwolf, Interludium практически невозможно слушать без широкой улыбки на лице. Он полностью принимает свою сущность и предлагает  серьезные куски хорошего Powerwolf, которые вызовут восторг у тех, кто знает, чего ожидать.  Это, безусловно, релиз для фанатов, и фанаты будут просто в восторге от него».

## Список композиций
Слова и музыка всех песен — Powerwolf.
| №                   | Название                      | Длительность |
| ------------------- | ----------------------------- | ------------ |
| 1.                  | «Wolves of War»               | 3:58         |
| 2.                  | «Sainted by the Storm»        | 3:44         |
| 3.                  | «No Prayer at Midnight»       | 3:41         |
| 4.                  | «My Will Be Done»             | 3:42         |
| 5.                  | «Altars on Fire»              | 3:48         |
| 6.                  | «Wolfborn»                    | 3:14         |
| 7.                  | «Stronger Than the Sacrament» | 3:35         |
| 8.                  | «Living on a Nightmare»       | 3:52         |
| 9.                  | «Midnight Madonna»            | 3:33         |
| 10.                 | «Bête du Gévaudan»            | 3:31         |
| Общая длительность: | Общая длительность:           | 36:38        |